# Friendly Fire (album)
Friendly Fire – drugi album studyjny Seana Lennona. Został wydany 3 października 2006, po blisko ośmioletniej przerwie w aktywności muzycznej artysty. Wydaniem zajęły się firmy Capitol (w USA) i Parlophone (w Wielkiej Brytanii). W Stanach Zjednoczonych album osiągnął 153. pozycję na liście Billboard 200. Producentem albumu jest sam Lennon, a inżynierem dźwięku Tom Biller. W nagrywaniu albumu wzięli udział także przyjaciele Lennona, m.in. jego byłe partnerki życiowe - muzyk Yuka Honda i kontrowersyjna aktorka i piosenkarka Bijou Phillips.

## Lista utworów
Wszystkie piosenki autorstwa Seana Lennona, poza zaznaczonymi.
1. "Dead Meat" - 3:37
2. "Wait for Me" - 2:39
3. "Parachute" - 3:19
4. "Friendly Fire" - 5:03
5. "Spectacle" (Lennon, Jordan Galland) - 5:24
6. "Tomorrow" - 2:03
7. "On Again Off Again" - 3:18
8. "Headlights" - 3:16
9. "Would I Be the One" (Marc Bolan)- 4:58
10. "Falling Out of Love" (Lennon, Jordan Galland) - 4:07

## Twórcy
- Sean Lennon - wokal, gitara, pianino, instrumenty klawiszowe, gitara basowa, perkusja
- Josh Brion - gitara, organy, gitara basowa, perkusja
- Harper Simon - gitara
- Yuka Honda - pianino, instrumenty klawiszowe, gitara basowa
- Greg Kirstin - organy
- Sebastian Steinberg - gitara basowa
- Matt Chamberlin - perkusja
- Jim Keltner - perkusja
- Athena LeGrand - chórki
- Bijou Phillips - chórki